# Ascoli Piceno (stad)
De middeleeuwse stad Ascoli Piceno ligt in het zuiden van de Italiaanse regio Marche en telt ongeveer 50.000 inwoners. Het is de hoofdstad van de provincie Ascoli Piceno.
De stad, door de Romeinen Asculum genoemd, is genoemd naar de Piceni, een stam die in de eerste eeuw aan de Romeinen onderworpen was. Verwijzingen naar die stam zijn nog altijd zichtbaar in de stad. De Piceni waren de eerste bewoners van deze streek, die de Romeinen Picenum noemden.
In deze stad staan enkele gotische bouwwerken uit de 15e en 16e eeuw. De crypte van de 11e-eeuwse kerk Santi Vicenzo e Anastasio zou lepra genezen. De Duomo is in barokke stijl en herbergt in het bijgebouwde museum onder meer werken van Titiaan. In een ander museum worden overblijfselen van de Romeinen, Longobarden en de Piceni bewaard.
De volgende frazioni maken deel uit van de gemeente: Campolungo-Villa sant'Antonio, Mozzano

## Geschiedenis
Het gebied is met enige zekerheid al bewoond sinds de steentijd. Volgens de Romeinse klassieken (Strabo, Plinius etc) zou de stad gesticht zijn door Sabijnen geleid door een specht (picchio), de heilige vogel van de god Mars, waar ze zich vermengden met de plaatselijke bevolking en zo het Piceense volk vormden. Ascoli vormde het centrum voor dit volk mede dankzij de Via Salaria, de weg die de zoutpannen van de Tiber met de Adriatische kust verbond. 299 voor Christus streden de Picenen samen met de Romeinen tegen de Etrusken, Galliërs en de Samnieten en verbond zo zijn verdere loop in de geschiedenis met Rome. Wel rebelleerden ze samen met andere volkeren korte tijd tegen de Romeinen in 91 voor Christus tijdens de bellum sociorum om zo gelijke rechten voor alle volkeren af te dwingen. Hier zijn ze later zwaar voor gestraft: de leiders werden onthoofd en veel inwoners werden verbannen. Daarna bleef de streek, en dus de stad trouw aan Rome. In 49 voor Christus wees Julius Caesar de plaats aan als hoofdstad van de streek, met het toevoegsel Picenum.
In de vroege middeleeuwen had Ascoli Piceno zwaar te lijden van de economische neergang en aanvallen van barbaarse stammen als de Goten en de Longobarden en kwam zelfs onder het gezag van het Langobardische Hertogdom Spoleto (593-789) tot het werd veroverd door de Franken onder Karel de Grote. In deze moeilijke tijden waren het de bisschoppen (of grafelijke bisschoppen) die de daadwerkelijke macht  in handen hadden. 
Tijdens de strijd tussen de Welfen en de Ghibellijnen (tegen de wereldlijke macht van de paus) in de 12de en 13de eeuw werd de stad meermaals verwoest.  In 1183 kreeg de stad een soort vrije status, maar werd toch verwoest en geplunderd door de legers van Frederik II. De vrije status van de stad werd ook verzwakt door vetes van tussen de belangrijkste families, onder andere heer Andrea D’Aquaviva. Nadat Ladislaus van Napels, koning van Napels, de stad veroverd had, kwam Ascoli Piceno onder het gezag van de roemruchte condottiere Carrara, vice-koning van de Abruzzen en prins van Ascoli, twee titels die hij voor zijn twee zoons liet vastleggen. Al deze interne strijd leidde ertoe dat ambitieuze heerschappen zich de machten konden toe-eigenen, zoals Galeotto Malatesta, die na een opstand werd verjaagd om plaats te maken voor Francesco Sforza. Deze laatste onderwierp de stad aan een wrede dictatuur die in 1482 werd beëindigd, ook al moest Ascoli Piceno daarvoor wel de staatsmacht van de Roomse kerk erkennen. Hiermee was de onrust nog niet afgelopen, ongeregeldheden tussen verschillende facties leidden nog decennialang tot opstanden, slachtpartijen, razzia’s, een groei van het banditisme en een verval van de burgerlijke moraal.
De stad werd ingelijfd in de Romeinse Republiek en maakte vanaf 1860 deel uit van het Koninkrijk Italië.
In 1943 heeft de stad zich nog kranig geweerd tegen de Duitse bezetters, waarvoor de stad in 2001 nog een onderscheiding heeft ontvangen.
Toch was men tot in deze eeuw niet klaar met het territorium herverdelen, want de stad Fermo betwistte het gezag van Ascoli Piceno vanaf de Italiaanse eenwording nog door tot 2004, toen Fermo de helft van Ascolaans grondgebied toegewezen kreeg en in 2009 officieel onafhankelijk werd.

## Sport
Ascoli Calcio 1898 is de professionele voetbalploeg van Ascoli Piceno en speelt in het Stadio Cino e Lillo Del Duca. Ascoli Calcio 1898 was enkele seizoenen actief op het hoogste Italiaanse niveau de Serie A.

## Trivia
De stad is vooral bekend door zijn Olive Ascolane, die in menig Romeins restaurant op de kaart staan. De olijven worden gevuld met gehakt, door beslag gehaald en daarna gefrituurd.

## Partnersteden
- Banská Bystrica (Slowakije), sinds 1998
- Trier (Duitsland), sinds 1958

## Geboren
- Paus Nicolaas IV (Lisciano, 1227-1292), geboren als Girolamo Masci d’Ascoli
- Fernando Tambroni-Armaroli, 1901-1963, advocaat en politicus, onder meer premier en minister
- Giovanna Garzoni (1600), kunstenares
- Giuseppe Petrocchi (1948), geestelijke en aartsbisschop
- Giuseppe Iachini (1964), voetballer en voetbalcoach
- Luigino Bruni (1966), econoom, hoogleraar en schrijver
- Romano Fenati (1996), motorcoureur
- Riccardo Orsolini (1997), voetballer
- Marco Olivieri (1999), voetballer

## Foto's

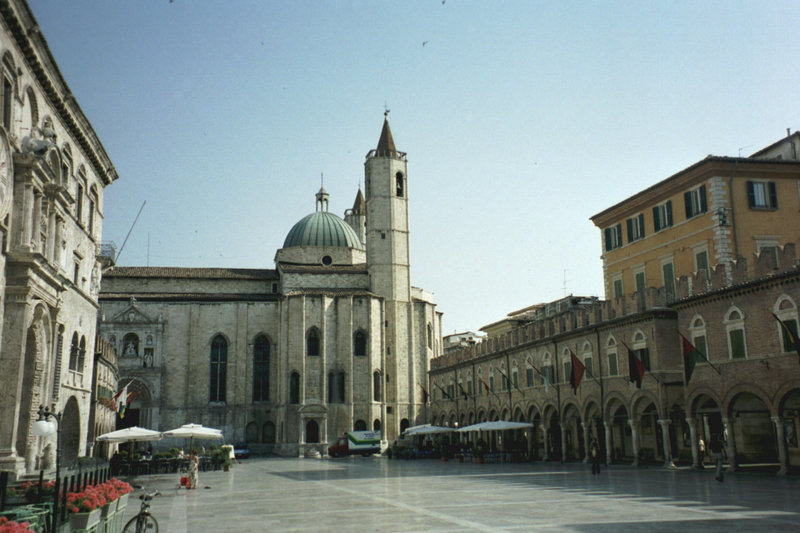
Piazza del Popolo

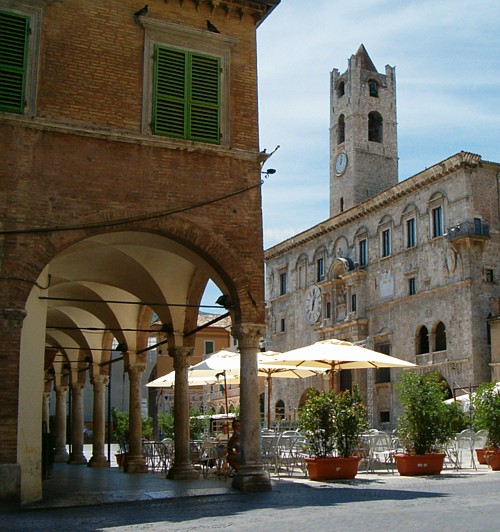
Palazzo dei Capitani del Popolo

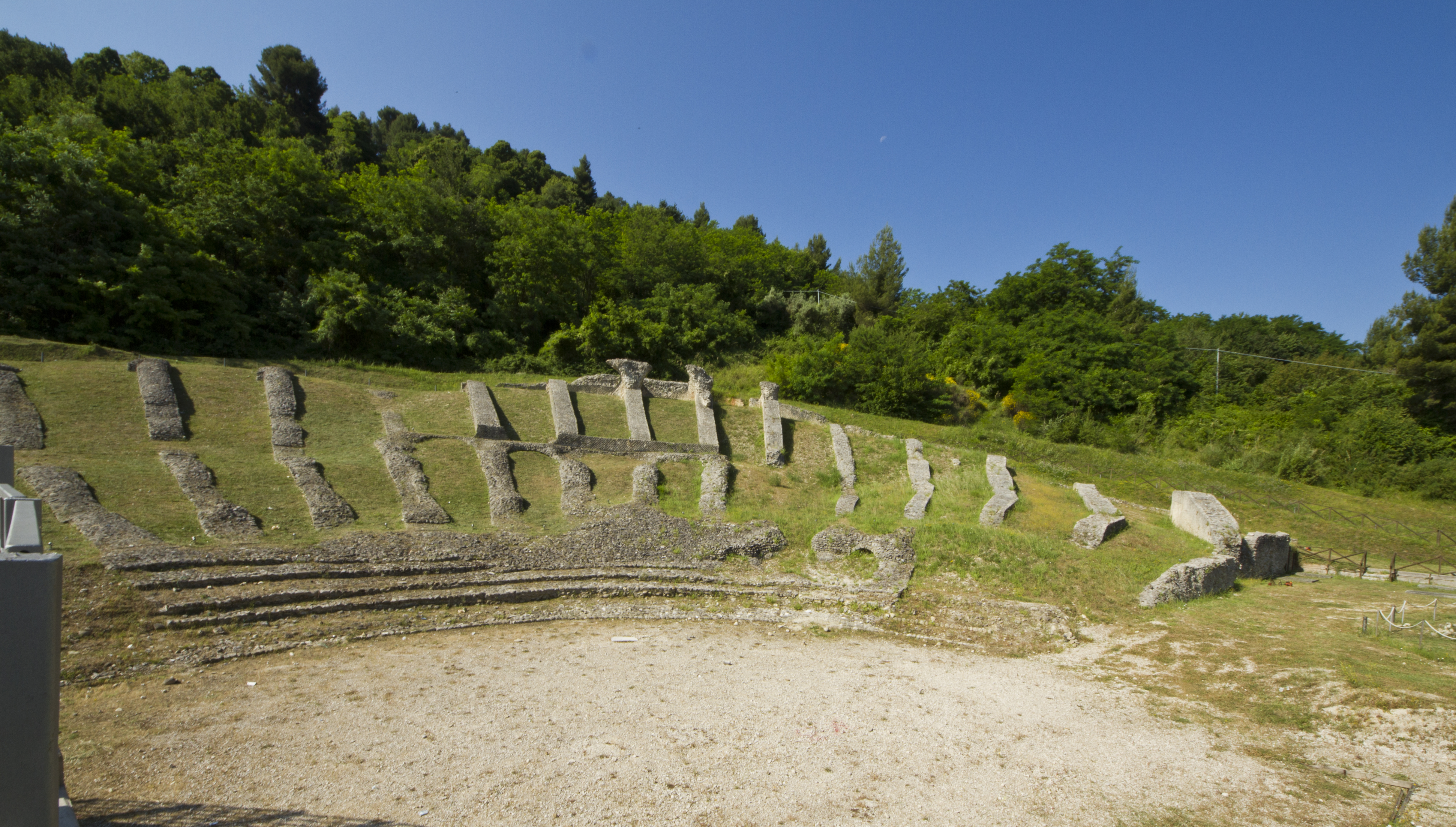
Romeins theater

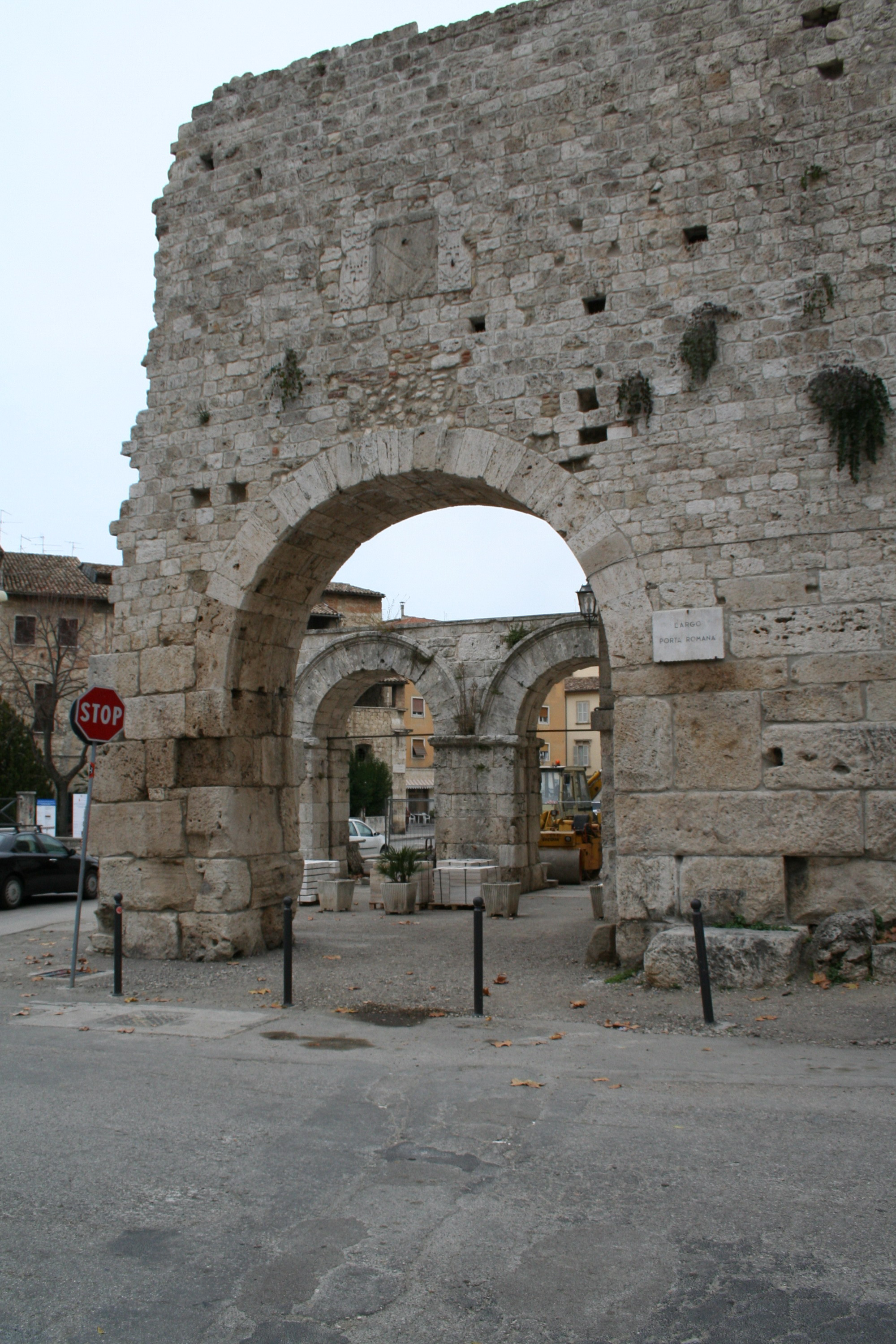
Porta Romana